# Banu Quraydha
Els Banu Quraydha (àrab: بنو قريظة, Banū Qurayẓa) foren una de les tres principals tribus jueves de Yàthrib (Medina) que posseïa les terres al sud-est de l'oasi. Les fonts no conclouen si els Banu Quraydha eren ètnicaments jueus o àrabs conversos, però es van establir a l'oasi i amb els Nadir van dominar políticament als àrabs locals. Van perdre l'hegemonia quan van arribar els Aws i els Banu Khàzraj des del Iemen.
Els quraydha van donar suport als Aws a la batalla de Buath en 617. El 622 a l'inici de l'hègira foren hostils als musulmans i sembla que van signar un conveni pel qual els jueus no donarien suport a cap enemic de Mahoma. Quan Medina fou assetjada en 627 els quraydha foren sospitosos al Profeta i quan els assetjants es van retirar els quraydha foren atacats pels musulmans, i la seva fortalesa assetjada pel profeta Mahoma tot deixant-los sense aigua. Quan van rendir-se, Muhàmmad ordenà al seu cosí Alí i al seu oncle Hamza ibn Abd-al-Múttalib de massacrar-los amb les mans lligades darrere del coll; els seus cossos foren llençats en un fossat. Els executors miraven si els nois tenien pèl al pubis, si en tenien, els consideraven homes i els executaven. El nombre d'homes morts aquell dia se situa entre els 600 i els 900. Totes les seves pertinences se les van quedar els musulmans, incloent-hi 1.500 espases i escuts, 300 cotes de malla i 200 llances, que els Banu Qurayza guardaven en la seva fortalesa per la seva venda o lloguer. Les dones i els nens foren venuts com a esclaus; entre aquestes, Mahoma es va quedar una noia de disset anys força atractiva que es deia Rayhana, els germans, pare i marit de la qual Mahoma havia fet executar. Rayhana no va acceptar pas convertir-se a l'islam ni casar-se amb el Profeta. Per això, va quedar-se a casa seva com a esclava sexual fins que ell va morir, aleshores li fou prohibit tornar-se a casar.